# Saint-Denis FC
El Saint-Denis Football Club és un equip de futbol de l'Illa de la Reunió que juga en la Primera Divisió de les Illes Reunió, la màxima categoria de futbol en el departament d'ultramar de França. Fins al 1998 s'anomenà Club Sportif Saint-Denis.

## Palmarès
- Primera Divisió de l'Illa de la Reunió:[2]

1980, 1984, 1987, 1995, 1996
- Copa de l'Illa de la Reunió:[3]

1974, 1975, 1977, 1978, 1979, 1985, 1986, 1988
- Copa D.O.M:[4]

1996
- Copa de Campions d'Ultramar:

1997